# Gennadij Židko
Gennadij Valerijevič Židko (rusky Геннадий Валериевич Жидко; 12. září 1965, Jangiabad, Uzbecká SSR – 16. srpna 2023, Moskva) byl ruský generál.
Podle oficiálně nepotvrzených zpráv analytiků z května a června 2022 vystřídal Židko generála Alexandra Dvornikova na pozici hlavního velitele tzv. speciální vojenské operace, tedy ruské invaze na Ukrajinu.

## Život
V únoru 2016 byl Židko povýšen do hodnosti generálmajora. Téhož roku se účastnil ruské vojenské intervence v Sýrii. Pravděpodobně zde působil jako náčelník ruských ozbrojených sil.
V listopadu 2018 byl jmenován velitelem jednotek Východního vojenského okruhu. V červnu 2020 byl povýšen do hodnosti generálplukovníka. Od listopadu 2021 působil jako náměstek ministra obrany v čele Hlavní vojenské politické správy.

### Ruská invaze na Ukrajinu
Podle zprávy analytiků z investigativní skupiny Conflict Intelligence Team z konce května 2022 vystřídal Židko generála Alexandra Dvornikova na pozici hlavního velitele ruských sil na Ukrajině. Tuto informaci o měsíc později uvedl také americký Institut pro studium války, podle nějž Židkovu funkci potvrzuje jeho přítomnost po boku ministra obrany Sergeje Šojgua při inspekci jednotek na Donbasu. Ruská strana však jmenování Židka oficiálně nepotvrdila.
Zemřel 16. srpna 2023 v Moskvě po dlouhé nemoci (zřejmě po rakovině) ve věku 57 let.

## Ocenění
- Hrdina Ruské federace (2017)